# بلاز سندرار
كان فريديريك-لويس سوسر (1 سبتمبر 1887 - 21 يناير 1961)، المعروف أكثر باسم بلاز سندرار، روائيًا وشاعرًا سويسري المولد، تجنَّس بالفرنسية عام 1916. وكان كاتبًا له تأثير كبير في الحركة الحداثية الأوروبية.

## مسيرته الأدبية
كان سندرار أول داعية للحركة الحداثية في الشعر الأوروبي مع أعماله أسطورة نوفغورود (1907)، عيد الفصح في نيويورك (1912)، ونثر السكة الحديد عبر سيبيريا وجيهان الصغيرة من فرنسا (1913)، وتسلسل (1913)، والحرب في لوكسمبرغ (1916)، وبنما أو مغامرات أعمامي السبعة (1918)، وقتلتُ (1918)، وتسع عشر قصائد مرنة (1919). كان أول شاعر حداثي، ليس فقط من حيث التعبير عن القيم الأساسية للحركة الحداثية ولكن أيضًا من حيث إنشاء أول توليف شاعري قوي يمثلها، رغم أن هذا الإنجاز لم ينشأ من مشروع أدبي أو أي اعتبارات نظرية ولكن من انجذاب غريزة سندرار إلى كل ما هو جديد في العصر وبنفس القدر إلى مايبدو له حيًا من أدب الماضي.
من نواح عديدة، كان الوريث المباشر لرامبو، إذ كان صاحب رؤية وليس ما يسميه الفرنسيون un homme de lettres («رجل الحروف»)، وهو مصطلح كان يعني بالنسبة له فصل الفكر عن الحياة. فمثل رامبو، الذي يكتب في قصيدة «كيمياء الكلمة» من ديوانه موسم في الجحيم، «كنت أحب الرسوم البلهاء على ألواح الأبواب، وإعدادات المسرح، وخلفيات الألعاب البهلوانية، واللافتات، والنقوش الشعبية، والأدب قديم  الطراز، ولاتينية الكنيسة، والكتب المثيرة المليئة بالأخطاء الإملائية». يقول سندرار في العاصفة (1913)، «أحب الأساطير، واللهجات، وأخطاء اللغة، والروايات البوليسية، وأجساد الفتيات، والشمس، وبرج إيفل».
كانت العفوية، والفضول اللا محدود، والشغف بالسفر، والانغماس في الحقائق سمات سندرار المميزة في الحياة والفن. فانجذب إلى هذا الانغماس في فيضان روايات بلزاك الذي كان للمجتمع الفرنسي في القرن التاسع عشر وفي رحلات ومغامرات كازانوفا عبر أوروبا في القرن الثامن عشر، والتي وضعها في عشرات المجلدات من المذكرات واعتبرها سندرار «الموسوعة الحقيقية للقرن الثامن عشر القرن، فهي مليئة بالحياة كما هي، على عكس موسوعة ديدرو، ونتاج عمل رجل لم يكن إيديولوجيًا ولا منظرًا». اعتبر سندرار الحركة الحداثية المبكرة من عام 1910 إلى منتصف 1920 تقريبًا فترة اكتشاف حقيقي في الفنون وفي عام 1919 قارن «التكعيبية النظرية» مع «الثلاثة غير المنظّرين في المجموعة»، بيكاسو وبراك وليجيه، الذين وصفهم بـ«ثلاثة مصورين  ذاتيين للغاية يمثلون المراحل الثلاث المتتالية للتكعيبية».
بعد إقامة قصيرة في باريس، سافر إلى نيويورك، ووصل في 11 ديسمبر 1911. بين 6 و 8 أبريل 1912، كتب قصيدته الطويلة، عيد الفصح في نيويورك، والتي تُعَد أول إسهام هام له في الأدب الحديث. وقع عليها لأول مرة باسم بليز سندرار.
في صيف عام 1912، عاد سندرار إلى باريس، مقتنعًا بأن الشعر مهنته. وبدأ مع إميل سيزيتيا، وهو كاتب فوضوي، مجلة الرجال الجدد (Les hommes nouveaux )، وأيضًا دار طباعة حيث نشر عيد الفصح في نيويورك و تسلسل. وأصبح على تواصل مع مجموعة متنوعة من الفنانين والكتاب العالميين في باريس، مثل  شاغال، وليجيه، وسورفاج، وسوتر، وموديلياني، وكاكي، وآرتشيبنكو، وجان هوجو، وروبرت ديلوناي.

## روابط خارجية
- بلاز سندرار على موقع IMDb (الإنجليزية)
- بلاز سندرار على موقع الموسوعة البريطانية (الإنجليزية)
- بلاز سندرار على موقع ميوزك برينز (الإنجليزية)
- بلاز سندرار على موقع قاعدة بيانات الفيلم (الإنجليزية)